# Eddie Bracken
Edward Vincent (Eddie) Bracken (Astoria, New York, 7 februari 1915 – Montclair, New Jersey, 14 november 2002) was een Amerikaans filmacteur.
Op 9-jarige leeftijd speelde hij vaudeville en op een eveneens jonge leeftijd werd hij bekend in Broadway met de muscial Too Many Girls waarin hij een rol had. Ook was hij te zien in de filmversie hiervan uit 1940. Hij speelde in een korte film serie genaamd The Kiddle Troupers.
Op oudere leeftijd nam hij nog bijrollen aan in de films Home Alone en Baby's Day Out. 
Hij overleed op 87-jarige leeftijd in Montclair, New Jersey aan complicaties van chirurgische ingrepen.

## Filmografie
- National Lampoon's Vacation (1983)
- Home Alone 2: Lost in New York (1992)
- Baby's Day Out (1994)

- Bibsys: 14063597
- Biblioteca Nacional de España: XX1262670
- Bibliothèque nationale de France: cb14670828s (data)
- Gemeinsame Normdatei: 139720707
- International Standard Name Identifier: 0000 0001 1952 5446
- Library of Congress Control Number: nr93008277
- MusicBrainz: bfb2f505-1f83-4c3f-ac87-2b0f18c54c71
- National Archives and Records Administration: 10573544
- Nationale Bibliotheek van Israël: 987009645198705171
- SNAC: w60z8gc7
- Système universitaire de documentation: 150194277
- Virtual International Authority File: 90666108
- WorldCat: E39PBJgRWBjmCmgfjYrKFYmDbd